# Martin Archer Shee
Sir Martin Archer Shee, RA (Dublino, 23 dicembre 1769 – 13 agosto 1850), è stato un pittore e scrittore irlandese, principalmente ritrattista. Fu Presidente della Royal Academy.
Martin Archer Shee nacque a Dublino, da una famiglia cattolica di antiche origini; il padre di Martin, ricco commerciante, riteneva addirittura che la professione di pittore non fosse adatta ad un membro della sua famiglia. Nonostante questo, Martin Shee studiò arte nella Dublin Society e poi si trasferì a Londra. Nel 1788 lo scozzese William Burke presentò il giovane Shee a sir Joshua Reynolds, che ricopriva la carica di Primo pittore di corte del re. Reynolds si interessò al giovane e lo fece studiare nelle scuole della Royal Academy of Arts. Nel 1789 Shhe presentò pubblicamente le sue due prime opere, Testa di vecchio e Ritratto di gentiluomo. La sua fama continuò a crescere, tanto che nel 1800 Shee divenne un accademico reale. In seguito si trasferì nella abitazione di George Romney, che ne fece il suo successore.
Nel 1805 pubblicò un poema intitolato Rhymes on Art cui seguì una seconda pubblicazione nel 1809. Nel suo English Bards and Scotch Reviewers Lord Byron parlò del poema con parole di elogio. Nel 1814 Shee pubblicò un altro volume, The Commemoration of Sir Joshua Reynolds, and other Poems, che non ottenne il successo sperato; scrisse anche una tragedia, Alasco, che andò in scena in Polonia.
Quando nel 1830 morì Thomas Lawrence, Shee fu scelto come nuovo presidente della Royal Academy e di lì a poco venne nominato baronetto. Continuò a dipingere sino al 1845 e morì nel 1850, lasciando tre figli.